# Biologia teórica

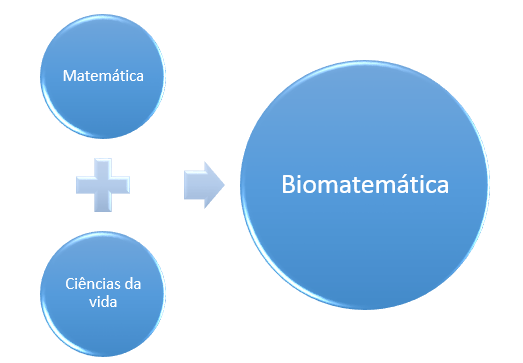
Diagrama explicando o que é biomatemática

Biologia Teórica, designação quase-unânime empregada para assinalar áreas como Biologia Matemática ou Biomatemática, é um círculo de indagação interdisciplinar de estudo e investigação focada na modelação dos processos biológicos valendo-se de técnicas matemáticas (das ciências exatas para ser mais justo). O termo originou-se muito provavelmente nos anos 1900 como forma de buscar novos modos de estudar os desafios trazidos pelo crescimento da biologia e ciências médicas, ciências da vida de forma genérica, como campos de pesquisa. O termo biologia em si surgiu no fim do século XIX como forma de estudar a vida sem responder a questão chave: "o que é a vida?".
Como destacou Sidney Brenner , em tradução livre, "Eu penso que nos próximos vinte cinco anos teremos de ensinar biólogos uma nova língua, como se chama, ainda não sei". Atualmente essa nova língua se chama matemática e computação, geralmente designados como in silico, ou "biologia seca". Erwin Schrodinger previu essa problemática bem antes do que hoje se chama biologia teórica. 
A disciplina tem um extenso campo de aplicações teóricas e práticas na investigação biológica, devido à grande diversidade de conhecimentos específicos que em geral estão envolvidos nestes estudos, a investigação em biologia teórica é em geral feita em colaboração entre matemáticos, físicos, biólogos, químicos e fisiólogos, entre outros cientistas.
Como destaca Merks, tradução livre,  "No seu livro Making sense of life, E.F. Keller surpreendentemente descreve a divisão cultural entre biologistas usando experimentos contra aqueles que usam matemática e métodos computacionais." No seu trabalho, E F Keller explica como a biologia matemática surgiu, desafios passados e atuais.

## Biomatemática como campo central para pesquisa e ensino
Interdisciplinaridade é algo central nos tempos atuais, por exemplo, devido às limitações cada vez mais claras de "mono-abordagens". Exemplo: Sampaio e Silva abordam na importância da transdisciplinaridade.